# Glösa
Glösa is een klein dorpje in de gemeente Krokom in de provincie Jämtlands län in Zweden.
Glösa ligt tussen Nälden en Alsen aan de noordzijde van het Alsensjön. Glösa is het meest bekend van zijn petrogliefen of rotstekeningen, die in het Zweeds hällristningar worden genoemd. De petrogliefen van Glösa werden voor het eerst beschreven in 1685. De petrogliefen van Glösa bevatten ongeveer 45 elanden en andere hoefdieren. Ze liggen in de bedding van een beek. Aangenomen wordt dat ze ongeveer 6000 jaar geleden werden gemaakt. Enkele "Glösa-elanden" hebben lijnen op het lichaam. Wellicht worden hiermee de organen in het lichaam van de eland aangeduid.
Nabij de petrogliefen van Glösa bevindt zich een klein openluchtmuseum Glösa Älgrike met horecavoorzieningen. Hier is een tentoonstelling over het leven in de prehistorische tijd. Tevens kan men hier elandenkoekjes en andere versnaperingen kopen.

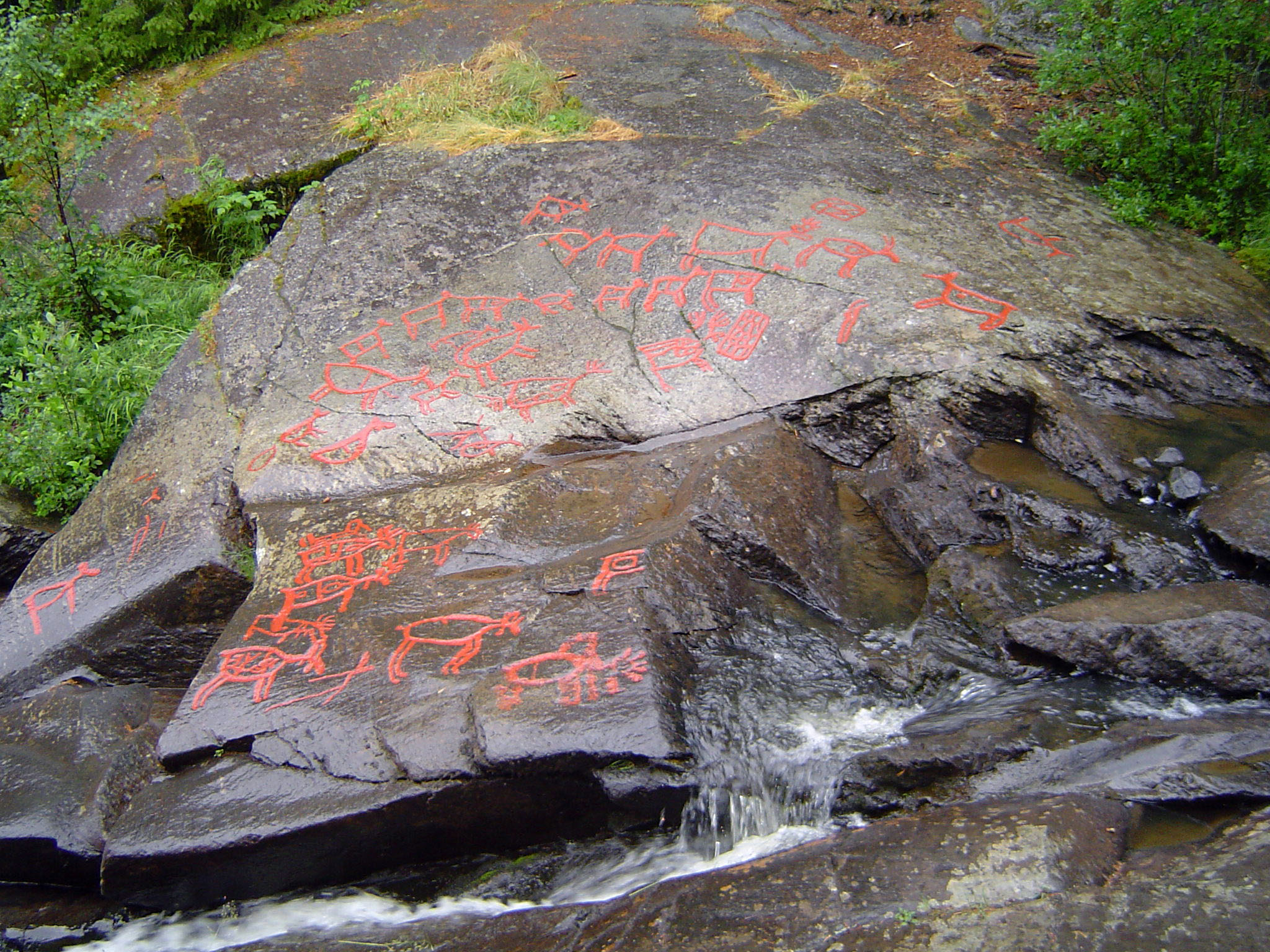
Petrogliefen (ofwel hällristningar) van elanden in Glösa, Jämtland, Zweden